# Малая Емельянова Горка
Малая Емельянова Горка — опустевшая деревня в Вышневолоцком городском округе Тверской области.

## География
Находится в центральной части Тверской области на расстоянии приблизительно 37 км по прямой на юго-запад от вокзала железнодорожной станции Вышний Волочёк.

## История
Была отмечена на карте конца XIX века. Настоящее название связано с соседней деревней Емельянова Горка. До 2019 года деревня входила в состав ныне упразднённого Лужниковского сельского поселения Вышневолоцкого муниципального района.

## Население
Численность населения составляла 20 человек (русские 80 %) в 2002 году, 0 в 2010.